# Leoncio Asuncion
Leoncio Molo de San Agustin Asuncion (ur. 12 września 1813 w Manili, zm. 1888) – filipiński rzeźbiarz.

## Życiorys
Urodził się w Santa Cruz w stołecznej Manili. Był jednym z jedenaściorga dzieci Mariano Asuncion, gobernadorcilla Santa Cruz w 1805. Jego matka, Maria de la Paz Molo de San Agustin miała wśród swoich przodków zarówno Chińczyków jak i Portugalczyków. Pochodził z rodziny o bogatych tradycjach artystycznych. Wśród jego braci można znaleźć malarzy Mariana młodszego, Antonia, Ambrosia i Justiniana oraz rzeźbiarza Manuela Tarsilo.
Wiedzę i umiejętności rzeźbiarskie nabył dzięki naukom pobieranym w licznych studiach i warsztatach mających siedzibę w jego rodzinnej dzielnicy. Miała ona już wówczas bogate tradycje rzemiosła artystycznego, sięgające pierwszej połowy XVIII stulecia. Prawdopodobnie za jego początkową formację odpowiadał Anastacio de Jesus, pierwszy rzeźbiarz z Santa Cruz, którego nazwisko zachowało się w źródłach. W 1839, wraz ze wspomnianym wyżej bratem Manuelem Tarsilo otworzył własną pracownię. Prowadzili ją wspólnie aż do śmierci Manuela, po czym Leoncio stał się jej jedynym właścicielem. Szybko zdobywał uznanie i popularność, w latach 50. XIX wieku był już twórcą o ugruntowanej pozycji. Odegrał znaczącą rolę w kształceniu kolejnych pokoleń rzeźbiarzy. Jednym z jego uczniów był Domingo Teotico y Eugenio (1853-1904).
Pamiętany jest dzięki swej naturalnych rozmiarów grupowej rzeźbie przedstawiającej dziewiątą stację drogi krzyżowej. Znana jest ona pod swoim hiszpańskim tytułem La tercera caida. Praca ta przechowywana była w kościele w Santa Cruz. Noszono ją podczas procesji wchodzących w skład obchodów Wielkiego Tygodnia. Poza tym zachowały się jedynie bardzo nieliczne rzeźby, co do których jego autorstwo da się potwierdzić. Wśród nich wymienić można wykonane z kości słoniowej Santo Cristo oraz La purisima corazon de Maria. Wiadomo jednak, że rzeźbił również figury katolickich świętych. Ceniony za symetrię oraz piękno swego dorobku, uznawany jest za najwybitniejszego rzeźbiarza religijnego Filipin XIX wieku.

## Życie prywatne
Poślubił Petronę Eloriagę. Para doczekała się syna Hilariona, który kontynuując artystyczne tradycje rodziny został malarzem. Wnukiem Leoncia był Jose Maria Asuncion, pierwszy sekretarz Szkoły Sztuk Pięknych Uniwersytetu Filipin.